# Anestezjolog

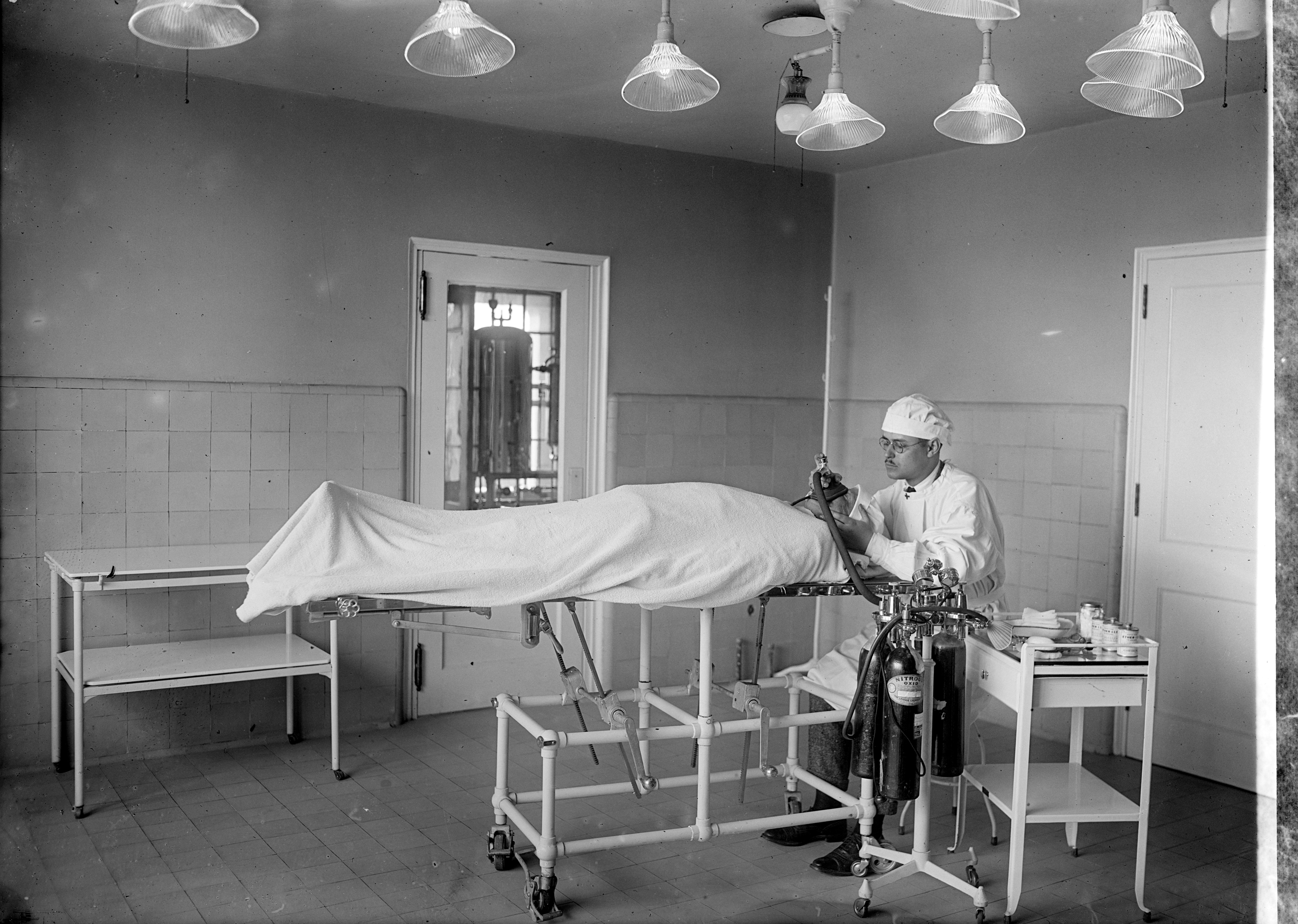
Anestezjolog (1922)

Anestezjolog – lekarz posiadający specjalizację z anestezjologii i intensywnej terapii. Do obowiązków lekarza anestezjologa należą: znieczulanie pacjentów wymagających operacji, leczenie pacjentów oddziału intensywnej terapii, leczenie bólu ostrego i przewlekłego oraz resuscytacja.

## Obowiązki lekarza anestezjologa

### Znieczulenie
Pod pojęciem znieczulanie pacjentów do operacji kryje się nie tylko sama czynność wykonania znieczulenia, ale cały proces prowadzenia chorego w okresie okołooperacyjnym. Anestezjolog jest odpowiedzialny za tzw. pozachirurgiczną kwalifikację pacjenta do operacji. Podstawowym elementem kwalifikacji jest określenie ryzyka operacji na podstawie stanu zdrowia chorego i planowanego zabiegu. Jeśli stan zdrowia chorego można poprawić i operacja może być odroczona, wówczas chory kierowany jest do odpowiedniego lekarza specjalisty. Po zakwalifikowaniu pacjenta do operacji rolą anestezjologa jest wybór odpowiedniego rodzaju znieczulenia, aby zapewnić choremu przede wszystkim bezpieczeństwo, a następnie komfort. Na sali operacyjnej, w Polsce, anestezjolog pracuje razem z pielęgniarką anestezjologiczną. Po wykonaniu znieczulenia, anestezjolog wraz z pielęgniarką nadzoruje pacjenta w trakcie operacji, podtrzymuje znieczulenie oraz zapobiega lub leczy stany mogące doprowadzić do zagrożenia życia lub zdrowia pacjenta. Nadzór polega na monitorowaniu parametrów życiowych takich jak tętno, ciśnienie tętnicze, saturacja krwi, oddech, temperatura ciała, jak również monitorowanie składu mieszaniny oddechowej wdechowej i wydechowej, utraty krwi, utraty płynów, utraty ciepła itd. Koniec operacji nie jest końcem pracy dla anestezjologa. Jeżeli pacjent był znieczulany ogólnie należy pacjenta wybudzić i przekazać na oddział pooperacyjny (POOP). W większych szpitalach na oddziałach pooperacyjnych dyżuruje na stałe anestezjolog, w mniejszych szpitalach pacjentami z oddziału pooperacyjnego opiekuje się anestezjolog znieczulający na pobliskim bloku operacyjnym. Zadaniem anestezjologa w okresie pooperacyjnym jest głównie leczenie bólu i zapobieganie powikłaniom do jakich może dojść w okresie pooperacyjnym np. depresji oddechowej, wymiotom.
Coraz częściej w piśmiennictwie światowym mówi się o anestezjologii jako o medycynie okołooperacyjnej.

### Intensywna terapia
Anestezjolodzy w Polsce prowadzą oddziały intensywnej terapii (OIT, OIOM). Na oddziały te trafiają chorzy w stanie zagrożenia życia lub z niewydolnością wielonarządową. Historycznie ze względu na doświadczenie w pracy z pacjentami nieprzytomnymi (w trakcie znieczulenia ogólnego) anestezjologom powierzono leczenie chorych w stanie zagrożenia życia. Postęp medycyny i techniki wymusił stworzenie nowych specjalizacji (anestezjologia i intensywna terapia). Intensywna terapia jest dziedziną medycyny wymagającą olbrzymiej wiedzy praktycznie ze wszystkich specjalności, dlatego leczenie chorych w oddziałach intensywnej terapii prowadzone jest z pomocą konsultantów innych specjalności.

### Leczenie bólu
Leczenie bólu jest domeną anestezjologów. Dotyczy to leczenia zarówno bólu ostrego jak i przewlekłego. Ból ostry to głównie ból pooperacyjny, natomiast ból przewlekły dotyczy głównie pacjentów z chorobami nowotworowymi, ale również chorób neurologicznych czy reumatologicznych. W celu leczenia chorych z bólem przewlekłym tworzone są poradnie leczenia bólu.

### Resuscytacja
Resuscytacja i reanimacja w szpitalach prowadzona jest przez anestezjologów. Anestezjolodzy należą do szpitalnych zespołów reanimacyjnych i to oni są wzywani do większości oddziałów, jeżeli dojdzie do zatrzymania krążenia. Powstanie nowej specjalności – medycyny ratunkowej – prawdopodobnie spowoduje przekazanie tych obowiązków lekarzom medycyny ratunkowej.

### Konsultacje w innych oddziałach
Lekarz anestezjolog jest konsultantem w różnych oddziałach szpitalnych. Najczęściej wzywany jest do pacjentów, u których dochodzi do zaburzeń świadomości lub do zagrożenia życia. Anestezjolodzy, ze względu na swoje codzienne doświadczenie, proszeni są do pacjentów, u których są trudności w uzyskaniu dostępu naczyniowego (potocznie wkłucia dożylnego). Jeśli anestezjologowi nie uda się założyć kaniuli do jednej z żył obwodowych pozostaje wykonanie dostępu do żyły centralnej (potocznie wkłucia centralnego). Innym z zadań anestezjologów jest transport pacjentów w stanie zagrożenia życia na terenie szpitala np. do pracowni diagnostycznych. Pacjenci, u których nie udaje wykonać się badania jeśli są świadomi np. małe dzieci, osoby chore psychicznie są znieczulani przez anestezjologów w pracowniach diagnostycznych.

### Pogotowie ratunkowe
W zespołach ratownictwa medycznego typu S Państwowego Ratownictwa Medycznego dyżurują również anestezjolodzy. Związane to jest z doświadczeniem i wiedzą jaką posiadają ci lekarze w postępowaniu z chorymi w stanie zagrożenia życia. Powstanie specjalności lekarskiej medycyna ratunkowa i malejąca liczba czynnych zawodowo anestezjologów powoduje, że obecnie rzadziej można spotkać lekarzy tej specjalności w zespołach pogotowia ratunkowego.

## Prawo
Prawo w Polsce pozwala wyłącznie na znieczulanie pacjenta przez specjalistę anestezjologa pracującego z pielęgniarką anestezjologiczną i przy odpowiednim wyposażeniu stanowiska do znieczulenia. Jeżeli znieczulenie wykonuje lekarz bez specjalizacji, musi on być nadzorowany przez lekarza specjalistę. Standardy postępowania zostały opublikowane w Rozporządzeniu Ministra Zdrowia i Opieki Społecznej z dnia 27 lutego 1998 r. w sprawie standardów postępowania oraz procedur medycznych przy udzielaniu świadczeń zdrowotnych z zakresu anestezjologii i intensywnej terapii w zakładach opieki zdrowotnej i anestezjologia została pierwszą specjalnością w Polsce, której standardy zostały prawnie usankcjonowane. Standardy te były jednym z postulatów strajkujących anestezjologów po koniec lat 90. Dzięki wprowadzeniu standardów szpitale zmuszone były wymienić stary sprzęt i wyposażyć stanowiska do znieczulenia tak, aby odpowiadały współczesnym wymogom bezpieczeństwa.

## Jak zostać anestezjologiem
Otrzymanie tytułu specjalisty anestezjologii i intensywnej terapii wymaga ukończenia uczelni medycznej na wydziale lekarskim (dyplom lekarza), odbycia stażu podyplomowego, uzyskania pozytywnego wyniku Lekarskiego Egzaminu Końcowego (LEK) i odbycia 6-letniego szkolenia w zakresie anestezjologii i intensywnej terapii. Szkolenie zakończone jest egzaminem państwowym składającym się z części teoretycznej i praktycznej. Zagadnienia związane ze specjalizacją reguluje rozporządzenie Ministra Zdrowia z dnia 4 maja 2023 r. w sprawie specjalizacji lekarzy i lekarzy dentystów (Dz.U. z 2023 r. poz. 975).

## Świat
Nie we wszystkich krajach anestezjolodzy zajmują się intensywną terapią np. w USA intensywna terapia to osobna specjalizacja. W Wielkiej Brytanii anestezjolodzy zajmują się intensywną terapią, ale na sali operacyjnej pracują bez pielęgniarek. W Holandii anestezjolog nadzoruje dwie sale operacyjne, znieczulenie prowadzą odpowiednio wyszkoleni „technicy”.